# Rörsås
Rörsås är en bebyggelse söder om Mariestad, öster om riksväg 26 och väster om Tidan i Ullervads socken i Mariestads kommun. Mellan 2015 och 2020 avgränsade SCB här en småort.